# Faustball-Weltcup 2016
Der IFA Fistball World Cup 2016 im Faustball fand vom 14. bis 16. Oktober 2016 im südafrikanischen Kapstadt statt. Zum ersten Mal wurde damit ein Faustball-Weltpokal in Südafrika ausgetragen. Den Titel gewann der TSV Pfungstadt aus Deutschland, der den brasilianischen Gegner Clube Merces im Finale in 4:0 Sätzen schlug.

## Teilnehmer
Vier Mannschaften von vier kontinentalen Verbänden nahmen am Weltcup 2016 teil:
| Kapstadt |

| Melbourne |

| Pfungstadt |

| Curitiba |

| Europa         | TSV Pfungstadt                 |
| Amerika        | Cloube Merces Santa Felecidade |
| Asien/Ozeanien | South Melbourne Fistball Club  |
| Afrika         | The Archbishops of Banterbury  |

Zum ersten Mal nahmen auch Teams aus Australien und Südafrika am Faustball-Weltcup teil.

## Spielplan
Zunächst trafen alle Teams in einer Vorrunde aufeinander. Die besten zwei Teams dieser Gruppe spielen im Finale um den Weltpokal 2016.

### Vorrunde
| Freitag, 14. Oktober 2016 |       |                |   |                |                                     |
| 1                         | 11:00 | TSV Pfungstadt | – | Archbishops    | 3:0 (11:1, 11:3, 11:2)              |
| 2                         | 12:00 | Club Merces    | – | Fist & Furious | 3:0 (11:7, 11:2, 11:6)              |
| 3                         | 13:00 | TSV Pfungstadt | – | Fist & Furious | 3:0 (11:2, 11:5, 11:2)              |
| 4                         | 14:00 | Club Merces    | – | Archbishops    | 3:0 (11:3, 11:2, 11:3)              |
| 5                         | 15:00 | Archbishops    | – | Fist & Furious | 2:3 (14:12, 6:11, 11:7, 7:11, 9:11) |
| 6                         | 16:00 | TSV Pfungstadt | – | Club Merces    | 3:0 (11:6, 11:4, 11:7)              |

| Pl. | Team           | Sp. | Sätze | Pkt. |
| --- | -------------- | --- | ----- | ---- |
| 1   | Pfungstadt     | 3   | 9:0   | 6    |
| 2   | Club Merces    | 3   | 6:3   | 4    |
| 3   | Archbishops    | 3   | 3:8   | 2    |
| 4   | Fist & Furious | 3   | 2:9   | 0    |

## Schiedsrichter
Für den Wettbewerb wurde von der IFA-Sportkommission als Schiedsrichter nominiert:
- Peter Steinkopff ( Namibia)